# Nysunds landskommun
Nysunds landskommun var en tidigare kommun i Örebro län.

## Administrativ historik
Kommunen bildades i Nysunds socken i Edsbergs härad i Närke, Örebro län och i Visnums härad i Värmland och Värmlands län när 1862 års kommunalförordningar trädde i kraft. 1923 överfördes hela landskommunen till Edsbergs härad och Örebro län.
Vid kommunreformen 1952 gick den upp i Svartå landskommun. Denna upplöstes år 1967 och området tillfördes då Degerfors köping som 1971 ombildades till Degerfors kommun.

## Politik

### Mandatfördelning i Nysunds landskommun 1938-1946
| 10 | 4 | 5 | 2 |

| 20 |

| 10 | 11 |

| 21 |

| 1 | 8 | 8 | 3 | 1 |

| 21 |